# Ngăm lông dày
Ngăm lông dày hay tai nghé lá sung, tai nghé, ngăm lá vú bò (danh pháp: Aporosa ficifolia) là một loài thực vật có hoa trong họ Diệp hạ châu. Loài này được Baill. mô tả khoa học đầu tiên năm 1874.